# Aleksandr Kołczinski
Aleksandr Leonidowicz Kołczinski (ros. Александр Леонидович Колчинский; ur. 20 lutego 1955 w Kijowie, zm. 16 lipca 2002 tamże) – radziecki zapaśnik walczący w stylu klasycznym. Dwukrotny medalista olimpijski.
Walczył w stylu klasycznym, w kategorii superciężkiej (powyżej 100 kilogramów). Brał udział w dwóch igrzyskach (IO 76, IO 80), na obu zdobywał złote medale. Był mistrzem świata w 1978, srebrnym medalistą tej imprezy w 1975, 1977 i 1979. Stawał na podium mistrzostw Europy (srebro w 1976 i 1977, brąz w 1975. Pierwszy w Pucharze Świata w 1980. Wicemistrz świata juniorów w 1971 i 1973 roku.
Mistrz ZSRR w latach: 1974, 1976—1980.
Został pochowany na cmentarzu Sowskim w Kijowie.